# زکریا سلیمانی
زکریا سلیمانی (انگلیسی: Zakariya Souleymane؛ زادهٔ ۲۹ دسامبر ۱۹۹۴) بازیکن فوتبال اهل نیجر است.
وی همچنین در تیم ملی فوتبال نیجر بازی کرده‌است.